# Meredith Grey
Meredith Grey, M.D., F.A.C.S. é uma personagem fictícia da série de televisão de drama médico Grey's Anatomy, exibida na American Broadcasting Company (ABC) nos Estados Unidos. A personagem foi criada pela produtora da série Shonda Rhimes e é interpretada pela atriz Ellen Pompeo.
Meredith é a protagonista e personagem-título da série e foi apresentada como interna cirúrgica no fictício Seattle Grace Hospital (mais tarde Seattle Grace-Mercy West Hospital e depois Grey Sloan Memorial Hospital), obtendo a posição de residente cirúrgica, e posteriormente, o cargo de atendente e, em 2015, atingindo o cargo de Chefe de Cirurgia Geral. Como filha da cirurgiã de renome mundial Ellis Grey, Meredith luta com a vida quotidiana de ser uma profissional competitiva. Pompeo reprisou seu papel de Meredith Grey no spin-off da série, Station 19.

## História
Meredith Grey é filha da cirurgiã de renome mundial Ellis Grey e cresceu à sua sombra. Ellis era uma mãe profundamente imperfeita, emocional e verbalmente abusiva e negligente. Meredith é descrita como uma pessoa "sombria e sinuosa", danificada, que vê o mundo em vários tons de cinza. Por isso, ela é uma pessoa emocionalmente complexa. Ela é capaz de simpatizar com os outros quando estão nos pontos mais baixos e é uma observadora sensível das pessoas ao seu redor. Meredith formou-se no Dartmouth College. Enquanto estava na faculdade, conflitos com a mãe levaram Meredith a questionar sua decisão de frequentar a faculdade de medicina. Essa indecisão leva-a a fazer planos para festejar e viajar pela Europa quando se formar. No entanto, depois de um mês no exterior, Meredith é chamada de volta para cuidar de sua mãe, que desenvolveu a doença de Alzheimer. Esta notícia leva à decisão de Meredith de obter sua licença médica.
Na noite anterior ao início do internato de Meredith, ela tem uma noite com Derek Shepherd (Patrick Dempsey), um estranho que ela conhece no Joe's Bar. Ela descobre no dia seguinte que ele é um recém-contratado; o novo chefe de neurocirurgia em seu novo local de trabalho, o Seattle Grace Hospital. Meredith é designada para trabalhar com a residente Miranda Bailey (Chandra Wilson) e faz amizade com seus colegas internos, George O'Malley (T.R. Knight), Izzie Stevens (Katherine Heigl), Cristina Yang (Sandra Oh) e Alex Karev (Justin Chambers).
Ela é particularmente próxima de Cristina Yang, que se torna sua melhor amiga e "pessoa". Embora ela inicialmente pense mal dele, Alex Karev também evolui para a "pessoa" de Meredith e os dois assumem um relacionamento familiar de estilo irmão. Meredith tem um relacionamento conflituoso com Richard Webber (James Pickens Jr.), chefe de cirurgia do Seattle Grace. Richard era muito próximo de Ellis e até teve um caso quando Meredith era criança. Por causa de seu relacionamento com a mãe de Meredith, ele tende a salvar, orientar e abrir exceções para ela. Meredith tem o hábito de "coletar perdidos" e permite que seus amigos e colegas de trabalho morem na casa que sua mãe a deixou. Esses amigos se tornam sua pseudo-família. Meredith é infinitamente leal àqueles que considera sua família e curvará as regras tradicionais da moralidade para mantê-las em segurança.
Tendo crescido em um hospital, Meredith mostra imenso talento natural. Ela possui uma facilidade firme e calma durante procedimentos médicos e emergências e é uma observadora natural das pessoas. Ela exibe um talento especial para captar dicas sutis e determinar com precisão diagnósticos difíceis de capturar. Sua maneira plácida e sem julgamento de cabeceira muitas vezes faz com que as pessoas se abram e confiem nela. Suas habilidades cirúrgicas são impressionantes e ela mostra talento e paciência para pesquisas médicas e para lidar com pacientes psicologicamente prejudicados.
Meredith resiste aos avanços de Derek durante o internato, mas acaba encantada em iniciar um relacionamento com ele, apesar das suspeitas sobre uma interna que está namorando. Ela fica, portanto, chocada com a chegada de Addison Montgomery (Kate Walsh), esposa de Derek, sem saber que ele era casado. Derek luta para escolher entre as duas, mas finalmente retorna para Addison, apesar de Meredith implorar para ser escolhida.
Meredith fica arrasada e se volta para vários meios autodestrutivos de lidar. Inicialmente, ela adota velhos hábitos de automedicação com tequila e sexo e compra um cachorro. Ela também tenta resolver alguns problemas procurando por seu pai, Thatcher, há muito ausente.  Ela descobre que seu pai, que saiu de casa quando tinha cinco anos e que não via mais desde então, se casou e teve mais duas filhas. Os dois não se aproximam, mas Grey gosta da madrasta.
Meredith espirala ainda mais quando Ellis é internada no hospital, revelando o diagnóstico de Ellis de Alzheimer de início precoce e suas tendências verbalmente abusivas. O comportamento autodestrutivo de Meredith aumenta quando ela salva um paciente com uma bomba no peito, inserindo impulsivamente a mão para segurá-la até que o esquadrão da bomba possa removê-lo. Meredith tem uma série de noites de sexo, incluindo uma com George, que está apaixonada por ela. Quando ela chora no meio do encontro, a amizade deles acaba temporariamente. Meredith xinga seu comportamento, concorda em ser amiga apenas de Shepherd e inicia um relacionamento com o veterinário Finn Dandridge (Chris O'Donnell).
Derek lamenta sua decisão de voltar para sua esposa, e Meredith deve decidir se deve continuar um relacionamento com Finn ou permitir a Derek uma segunda chance.
Quando Ellis experimenta um dia raro e completamente lúcido, e expressa sua imensa decepção com o quão comum Meredith se tornou, ela fica deprimida e possivelmente suicida. Durante um acidente de barco, Meredith cai na água e decide desistir e se afogar, em vez de lutar e nadar. Ela acorda em uma "vida após a morte", onde interage com ex-conhecidos falecidos. Ellis morre nesse meio tempo, e Meredith se encontra com sua mãe, que lhe diz que ela é tudo menos comum. Ela é posteriormente ressuscitada por insistência de Cristina. Derek se distancia de Meredith como resultado de sua imprudência, levando-a a procurar terapia para resolver seus problemas. Meredith procura um terapeuta, Dr. Wyatt (Amy Madigan), para buscar a felicidade e começa a resolver seus problemas com sucesso. Meredith encontrou os diários de sua mãe, desenterrando memórias e segredos antigos para ela trabalhar. Enquanto isso, Meredith quase falha no exame interno depois que Thatcher, bêbado, culpa publicamente Meredith pela morte de sua esposa, Susan, uma perturbada Grey que passa por todo o teste sem escrever uma única resposta. Webber lhe dá uma segunda chance, salvando-a de destruir sua carreira.
Depois que Meredith é promovida a residente, sua meia-irmã mais nova Lexie Grey (Chyler Leigh) começa a trabalhar no Seattle Grace como interna. Meredith inicialmente rejeita as tentativas de Lexie de formar um relacionamento, mas lentamente se suaviza em relação a ela. As irmãs são pessoas muito diferentes, com diferentes infâncias. Lexie teve uma vida familiar idealista e muitas vezes tem dificuldade em entender sua irmã muito mais sombria, que não tem as mesmas associações positivas com a família que Lexie teve.
Mais tarde, ela inicia um ensaio clínico neurocirúrgico, recrutando Derek como neurocirurgião consultor. O julgamento falha repetidamente, mas o paciente final que eles tratam sobrevive, o que os leva a se reunir e se mudar juntos. O relacionamento deles é mais saudável do que antes, mas ainda experimenta dificuldades enquanto os dois tentam se entender e navegar no que agora parecem um relacionamento permanente e de longo prazo. Meredith depende fortemente de Cristina para apoio emocional e orientação. Eventualmente, Derek e Meredith decidem se casar, mas no dia do casamento, os dois dão a cerimônia "perfeita" para Izzie e Alex, para se casarem durante a cerimônia planejada.
Meredith e Derek se casam escrevendo seus votos de casamento em um post-it. Meredith passa a maior parte da temporada fora de serviço após doar parte de seu fígado a Thatcher e apoiar o novo relacionamento de Cristina com Owen Hunt, um médico do exército.
Meredith experimenta outro imenso trauma depois que o hospital é atacado por um atirador em massa que busca vingança contra Derek. Meredith oferece sua própria vida em troca da dele e aborta seu bebê com 5 semanas de gravidez durante a crise. Ela passa por essa experiência traumática com Cristina, que opera Derek enquanto é ameaçada à mão armada. Meredith esconde sua perda e o psiquiatra de trauma se recusa a liberar Cristina e Meredith para o retorno à cirurgia. Meredith é capaz de resolver seus problemas e ser esclarecida, mas Cristina permanece profundamente traumatizada. Meredith cobre e apoia sua amiga durante seu tempo sombrio, mas é incapaz de ajudá-la totalmente a retornar à cirurgia.
Meredith decide tentar engravidar ativamente, mas descobre que ela tem um "útero hostil", o que a leva a considerar suas outras possíveis falhas genéticas. Derek, que está constantemente preocupada com a possibilidade de desenvolver Alzheimer, inicia um ensaio clínico na esperança de curar a doença. Meredith opta por trabalhar no julgamento e parece estar se inclinando para uma especialidade de neurocirurgia.
Quando a esposa de Webber, Adele, é diagnosticada com Alzheimer, ela recebe uma vaga no julgamento. Meredith manipula os medicamentos para que Adele não receba o placebo. Ela e Derek decidem adotar Zola, um bebê órfã do Malawi, e legalizar o casamento. Quando a verdade sobre a adulteração é revelada, Derek, furioso, diz que não pode criar um filho com ela por causa de sua ambiguidade moral. Meredith é demitida e tenta esconder isso e sua separação conjugal do conselheiro de adoção para manter Zola. Embora o Dr. Webber renuncie ao cargo de chefe da cirurgia e assuma a culpa pela violação do julgamento para proteger Meredith, Zola é levada embora. Ela e Derek se reconciliam. Meredith escolhe uma especialidade geral ao invés da neuro, e eles lutam com sucesso para recuperar Zola.
Quando seu último ano de residência está chegando ao fim, os residentes viajam pelo país, procurando os melhores empregos em suas especialidades. Para concluir sua residência, os residentes devem realizar um exame. Meredith faz o exame enquanto está doente com gripe. Ela decide aceitar uma oferta de emprego no Hospital Brigham and Women como o próximo passo em sua carreira. Durante um voo médico para realizar uma cirurgia de prestígio envolvendo gêmeos siameses, Meredith, Derek, Cristina, Lexie, Arizona e Mark, estão envolvidos em um acidente de aviação. O acidente de avião mata Lexie, e os sobreviventes ficam presos na floresta por dias à espera de ajuda. Após o resgate, Meredith se torna cirurgiã geral do Seattle Grace-Mercy West. Enquanto Cristina foge de Seattle para sua bolsa de estudos, Meredith, com medo de voar e mudar, recusa sua oferta de emprego e se apega ao que resta em Seattle. 
A recém-descoberta atitude e sarcasmo de Meredith a leva a ser apelidada de "Medusa" pelo novo grupo de internos do hospital. Após o acidente de avião, o hospital é processado e, eventualmente, considerado culpado de negligência. Cada vítima, incluindo Derek, Cristina, Arizona Robbins (Jessica Capshaw) e ela mesma, deve receber US $ 15 milhões em indenizações, o que leva o hospital a quase falência, pois a seguradora se recusa a pagar devido a uma brecha. Os médicos, juntamente com Callie Torres (Sara Ramírez), compram o hospital com a ajuda da Fundação Harper Avery.
Meredith pede que a Dra. Bailey faça um mapeamento genético nela para finalmente saber se ela tem genes de Alzheimer como sua mãe. Ela testa positivo para mais de um dos marcadores genéticos da doença.
Meredith se muda para a casa dos sonhos concluída e vende sua casa para Alex, que a compra como a única casa verdadeira que ele já conheceu. Ele continua a tradição de Meredith de manter a casa aberta a todos os "perdidos" que precisam de um lar. Meredith descobre que está grávida e dá à luz um filho. O bebê é entregue por cesariana. Enquanto costura Meredith, o obstetra que a operou é chamado para outro paciente e o interno Shane Ross completa a costura. Quando o sangue começa a aparecer de todos os lugares, Meredith se diagnostica como estando no DIC. Dra. Bailey realiza uma remoção do baço, o que salva sua vida. Em troca, Derek e Meredith nomeiam seu filho de Bailey.
Como esposa, cirurgiã e mãe, Meredith citou várias vezes que ela não queria ser como nenhum dos pais: seu pai seguiu sua mãe pateticamente antes de a deixar para ser feliz, enquanto sua mãe valorizava sua carreira e deixava de lado sua família. Meredith está frequentemente em conflito tentando equilibrar-se entre os dois, e teme que sua família esteja impedindo suas aspirações médicas, tanto que ela teme se tornar como sua mãe sempre que é tentada a escolher a cirurgia em vez de família. Meredith e Cristina têm uma enorme briga quando Cristina confirma os medos de Meredith, afirmando que as habilidades de Meredith ficaram para trás de Cristina devido a suas obrigações familiares.
Meredith e Derek chegam a um acordo que ele, já estabelecido em sua carreira e reputação, daria um passo para trás para cuidar das crianças e permitir que ela brilhasse. Meredith tenta recuperar um pouco de terreno iniciando um promissor teste de pesquisa em veias de portais de impressão 3D. O conflito entre Cristina e Meredith se amplia quando Cristina comanda os recursos de Meredith para seu próprio julgamento, finalmente recebendo uma indicação de Harper Avery para Cristina. Cristina e Meredith reparam seu relacionamento quando Meredith confessa que Cristina estava certa, suas habilidades superaram as de Meredith. Cristina se muda para a Suíça e aceita uma oferta de emprego de Preston Burke (Isaiah Washington), seu ex-mentor e noivo, que estava procurando um substituto em um hospital de pesquisa que ele dirigia, deixando Alex encarregado de ser a "pessoa" de Meredith em seu lugar, uma honra que ele aceita de bom grado.
O casamento de Meredith e Derek fica tenso quando Derek vai contra sua promessa e aceita uma oferta do Presidente dos EUA para participar da Iniciativa de Mapeamento Cerebral, que consome seu tempo e eclipsa Meredith, que está se sentindo cada vez mais deixada para trás e tachada como mamãe. Ele recebe uma oferta para liderar o projeto em Washington D.C., o que significa que ele teria que ficar lá permanentemente. Meredith coloca o pé no chão, pois ela não quer arrancar sua jovem família para se mudar pelo país para sua carreira, sacrificando sua própria. Eles iniciam uma série de discussões intermitentes e "guerras frias" ao longo de suas carreiras. Derek aceita o trabalho no calor do momento e prontamente parte para Washington. Durante um telefonema com Meredith, eles concordam em resolver as coisas depois que ela diz a ele que não queria que eles se tornassem "um desses casais" e ele retribui, dizendo que sentia falta dela. Ela admite em particular a Alex que percebeu que poderia viver independentemente de Derek, mas prefere não fazê-lo.
Meredith descobre que ela tem uma meia-irmã materna chamada Maggie Pierce (Kelly McCreary) que agora trabalha no Grey Sloan Memorial. Meredith está em negação e rejeita Maggie, pensando que ela se lembraria se sua mãe estivesse grávida até encontrar um documento do hospital confirmando a revelação. Meredith tenta reunir seu relacionamento com sua mãe e meia-irmã, passando por vídeos antigos de sua mãe. Ela finalmente recupera suas memórias reprimidas da gravidez quando vê o diário de sua mãe e muda de ideia, escolhendo aceitar Maggie e começar a construir um relacionamento.
Meredith fica viúva quando Derek Shepherd é morto em um acidente de carro e foi levado para um hospital com falta de pessoal. Os médicos não reconheceram o ferimento na cabeça a tempo e permitiram que conflitos pessoais interferissem. Derek é declarado com morte encefálica, e Meredith deve ir ao centro médico para consentir em removê-lo do suporte vital, pouco antes de ser atingida pelas primeiras ondas de enjoo matinal. Ela diz a Penny, a residente que foi designada para Derek, que todo médico tem "aquele" paciente que morre sob vigilância e os assombra para sempre e "que isso fará você trabalhar mais e eles melhorarão".
Após a morte de Derek, Meredith retorna ao Grey Sloan para informar os outros de sua morte. Após o funeral, Meredith impulsivamente arruma seus pertences e parte com as crianças para San Diego. Meses se passam enquanto seus amigos e familiares desconhecem seu paradeiro. Eventualmente, os paralelos mostram semelhanças nas vidas de Meredith e Ellis: ambos perderam o amor de suas vidas, fugiram de Seattle após a perda e acabaram por dar à luz uma filha. Meredith nomeia sua filha recém-nascida em homenagem a sua mãe. Embora ainda esteja sofrendo com Derek, Meredith retorna a Seattle com as crianças e depois se torna chefe de cirurgia geral. Ela vende a "casa dos sonhos" e volta para a casa da mãe, depois de comprá-la de Alex, e agora mora lá com Maggie e Amelia Shepherd, sua cunhada.
Meredith organiza um jantar e, na festa, Callie traz Penny como uma namorada. Mais tarde, no evento, Meredith descobre que Penny se juntará a ela no Grey Sloan Memorial. Meredith eventualmente perdoa Penny, que se torna sua residente favorita acima da namorada de Alex, Jo. Alex e Meredith continuam seu relacionamento íntimo e parecido como o de irmãos, de serem a "pessoa" um do outro, apesar do desagrado e da incapacidade de Jo de entender sua proximidade. Ele a apóia quando ela é violentamente atacada por um paciente desorientado, e ela o apóia através de suas dificuldades legais. Alex inicia um dia semanal de waffles em família, onde ele faz waffles para todos na casa.
Meredith se recupera o suficiente para começar a ver Nathan Riggs (Martin Henderson), ex-melhor amigo de Owen Hunt, embora seu relacionamento seja complicado pelo fato de Maggie confessar a Meredith que ela tem sentimentos por Riggs e Meredith não está pronta para declarar seu amor formal ou publicamente. Eventualmente, ela aceita seu relacionamento com Riggs, mas é complicado pelo retorno inesperado da irmã de Owen, Megan Hunt, a noiva de Riggs. Meredith se encontra em outro triângulo amoroso quando Megan rejeita Riggs porque ele ainda ama Meredith, mas Meredith os empurra para que fiquem juntos. Depois que seu relacionamento com Riggs termina, Meredith é indicada ao Prêmio Harper Avery por sua cirurgia inovadora em Megan. Depois de não comparecer à cerimônia de premiação para ficar com um trauma médico, pós-cirurgia, Meredith descobre com todos os seus amigos mais próximos na sala de cirurgia e na galeria que ela ganhou o Prêmio Harper Avery. Após sua vitória, Meredith se dedica ao trabalho e é escolhida para continuar seu projeto no concurso de pesquisa do hospital. No entanto, quando ela tem dificuldade em obter acesso a um polímero patenteado da Europa, ela é arrastada de volta ao passado de sua mãe, pois é a ex-melhor amiga de Ellis, Marie, que não está disposta a ajudar Meredith. Eventualmente, Meredith descobre toda a verdade sobre a briga de Marie e Ellis e é capaz de reparar alguns dos danos.
Durante o casamento de Jo e Alex, Meredith é beijada por Andrew DeLuca (Giacomo Gianniotti), e os dois ignoram. No entanto, enquanto Meredith começa a namorar novamente com a ajuda de sua paciente casamenteira, CeCe, ela é perseguida por Andrew, que percebeu seus sentimentos por ela. Meredith também se interessa por Link (Chris Carmack), um novo cirurgião ortopédico, e se vê brevemente em um triângulo amoroso. Durante seu dilema romântico, seu pai, Thatcher, falece, embora sejam capazes de fazer as pazes antes de sua morte. Eventualmente, Meredith escolhe Andrew, e os dois começam um relacionamento. Meredith quebra o recorde do hospital para a cirurgia mais longa e depois inicia a pesquisa em um dispositivo de diagnóstico ingerível. Enquanto trata Gabby Rivera, uma jovem com câncer cuja família foi dividida na fronteira com o México, Meredith comete fraude de seguros para ajudar o pai de Gabby a pagar pela cirurgia. Quando o hospital começa a investigar o caso, Andrew leva a culpa para que Meredith não seja enviada para a prisão e separada dos filhos. Meredith visita Andrew na prisão, dizendo que ela o ama e vai tirá-lo de lá.
Na temporada 16, Meredith se entrega e é sentenciada a serviço comunitário, enquanto sua licença médica, embora não revogada, é posta em risco. Ela deixa de cumprir algumas das horas de serviço comunitário, levando a uma permanência temporária na prisão. Após uma audiência, Meredith consegue manter sua licença e é recontratada na Gray-Sloan. No seu primeiro dia de volta, ela conhece Cormac Hayes (Richard Flood), o novo chefe de pediatria, que ela descobre mais tarde que Cristina lhe enviou. À medida que Hayes e Meredith se aproximam e se relacionam com a perda compartilhada de um cônjuge, Andrew começa a mostrar sinais de mania, possivelmente provocados por doença bipolar, e termina com Meredith quando ela expressa preocupação.

## Desenvolvimento

### Casting e criação
Pompeo descobriu Grey's Anatomy após um longo período de não fazer nada na profissão de atriz. Seu agente sugeriu que ela fizesse um teste entre outros projetos. Enquanto o casting de atrizes para Meredith Grey, a criadora da série Shonda Rhimes disse: "Eu continuava dizendo que precisamos de uma garota como aquela de Moonlight Mile e, depois de um tempo, eles pensaram: 'Achamos que podemos conseguir essa garota de Moonlight Mile. Passei um tempo com ela e a conheci, e então começamos a escalar para os homens". Ela relatou que Grey não era um papel fácil de interpretar por causa das fortes possibilidades verbais. Rhimes foi informada de que a atriz em questão era Pompeo, que tinha um acordo com a ABC, tendo testado anteriormente um episódio piloto na rede. Especula-se que Pompeo tenha sido a primeira personagem a ser escolhida, mas, quando perguntada, ela disse que não sabia disso. Quando perguntada sobre como ela criou o personagem de Pompeo, Rhimes disse:
[Eu estava] de pijama em casa, onde passei muito tempo escrevendo.  Fiquei me perguntando: 'Que tipo de mulher deveria ser a heroína?' Eu pensei que ela deveria ser alguém que havia cometido grandes erros.  Acontece que Meredith também tem outro problema: ela está tentando viver a renomada carreira de sua mãe na cirurgia.  Meredith é a filha de uma mãe que basicamente nunca passou nenhum tempo com ela — a filha de uma mãe que agora tem Alzheimer e nem se lembra dela.
Pompeo foi escolhido como personagem titular do programa, descrito por Mary McNamara, do Los Angeles Times, como "um tipo espinhoso e independente, cuja ambição e ambivalência são alimentadas pelo fato de sua mãe ser uma cirurgiã talentosa e agora sofre de Alzheimer". Grey também serve como narradora do programa e, como tal, foi comparado nas primeiras críticas a Carrie Bradshaw (Sarah Jessica Parker), a narradora e protagonista de Sex and the City. Depois que seu contrato inicial com Grey's Anatomy expirou, Pompeo negociou um novo contrato, no qual ela seria paga com US$ 200.000 por episódio, fazendo dela e Dempsey os membros mais bem pagos do elenco do programa. Em 2012, a Forbes reconheceu Pompeo como a oitava atriz mais bem paga na televisão, com um salário de US $ 275.000 por episódio por seu papel em Grey's Anatomy.
O segundo contrato de Pompeo com Grey's Anatomy expirou após a oitava temporada e surgiram especulações de que ela iria embora posteriormente. Em setembro de 2011, Pompeo informou que está aberta à ideia de estender seu contrato, se for convidada. Ela disse a TV Guide: "Eu nunca iria torcer o nariz para [Grey's Anatomy]. Contanto que as histórias sejam honestas e verdadeiras, e Patrick [Dempsey] e eu nos sintamos lá, é material para sermos apaixonados, ainda supera um trabalho das 9:00 às 17:00 todos os dias. Se eu ouvir dos fãs que eles querem que continuemos, continuarei porque devemos tudo a eles". E! Online relatou em maio de 2012 que Pompeo, assim como todos os membros originais do elenco, assinaram contrato por mais dois anos. Com o anúncio oficial do Huffington Post da nona temporada oficialmente renovada, o contrato é estabelecido para que Pompeo retorne.
O contrato de Pompeo expirou novamente no final da décima segunda temporada. Ela assinou um novo contrato para mantê-la no papel principal na série pela décima terceira temporada. De acordo com uma reportagem em Deadline Hollywood, Pompeo estava ganhando US $ 300.000 por episódio sob o novo acordo.
Em 17 de janeiro de 2018, foi anunciado pela ABC que o contrato de Ellen Pompeo havia sido renovado até a temporada 16. A renovação do contrato não apenas garante o retorno de Pompeo como Meredith Grey, mas também a torna produtora de Grey's Anatomy e co-produtora executiva da série spin-off. O acordo fará de Pompeo a atriz mais bem paga atualmente em uma série dramática de TV, com ela faturando $ 575.000 por episódio e mais de $ 20 milhões por ano. Em 10 de maio de 2019, Pompeo estendeu seu contrato até a décima sétima temporada, depois que a ABC renovou o programa para as temporadas 16 e 17.

### Caracterização
O que quer que eu crie, [Pompeo] é sempre um jogo para jogar. Ela tem sido tão boa no que faz que eu apenas deixei a personagem fazer o que eu queria que ela fizesse, o que tem sido maravilhoso. Ela conseguiu vender tudo porque realmente acreditava nisso. O incrível é que você não pode ter medo de escrever o que pensa, porque ela sempre é capaz de entregar.

—Produtora executiva Betsy Beers sobre o desenvolvimento do personagem de Pompeo
Grey é a protagonista e ponto focal da série. Ela foi chamada de "inteligente, compassiva, trabalhadora, muitas vezes sincera, facilmente distraída e indecisa" pelos executivos de Grey's Anatomy. Pompeo diz que não sabe se sua personagem sabe se divertir, acrescentando: "Todas as minhas cenas com [Dempsey] são iguais - estamos terminando ou fazendo sexo". Sua personalidade evoluiu nas últimas temporadas. Pompeo disse ao Good Morning America: "Tenho uma sorte incrível de ter Patrick [Dempsey], de ter a química que fazemos, temos um relacionamento incrível, e é como qualquer outro relacionamento, você tem seus altos e baixos. Mas nós resolvemos isso e descobrimos uma maneira de fazer isso por tanto tempo e ainda assim nos dar bem, e fazê-lo funcionar e acreditar no que estamos fazendo ". Pompeo disse à Entertainment Weekly: "É estranho com Patrick [Dempsey] porque ele é como meu irmão. Assim que a câmera é desligada, eu fico tipo, 'Sua mão está na minha bunda?' Mas há milhões de garotas que estão esperando por isso, então sinto uma obrigação para com os fãs ". Rhimes usou o cachorro "Doc", que Meredith e Derek compartilharam, como uma metáfora para o relacionamento deles durante a segunda temporada. Ela caracteriza Grey como fazendo o que acha certo:
Meredith é a garota que colocou a mão em uma bomba em uma cavidade corporal.  Meredith é a garota que tentou ajudar um serial killer a se matar, para que ele pudesse doar seus órgãos.  Meredith - e isso é óbvio - tem uma bússola que sempre a levou a tons de cinza.  Ela não acredita em preto e branco, ela não acredita em bom ou ruim, ela faz o que acha certo.

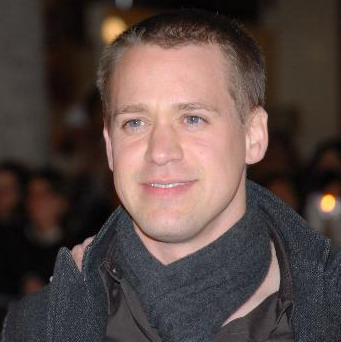
McKee considerou o encontro sexual de Grey e O'Malley irreversível.

O personagem teve uma noite com George O'Malley, na segunda temporada. A escritora da série Stacy McKee, disse sobre o encontro sexual: "Não há como voltar atrás. Não há nada que George e Meredith possam fazer. O estrago está feito — as coisas nunca mais serão as mesmas. Eles acabaram de mudar algo importante em suas vidas PARA SEMPRE e. ..eles estão pirando. " O desenvolvimento do personagem de Grey também é conhecido como uma influência na criação de sua meia-irmã, Lexie Grey. Particularmente, ficou claro que ambos compartilham os mesmos motivos. McKee ofereceu seus pensamentos: "Meredith e Lexie querem ter sucesso. Querem ser fortes. Querem se sentir normais. Querem muito, ser inteiras. Mas é uma luta — uma luta genuína. Às vezes, elas precisam fingir. " A personalidade de Grey foi comparada com a de Alex Karev. Rhimes ofereceu o discernimento:
Eu gosto de criar momentos para ele e Meredith. Porque, na minha cabeça, são pessoas muito parecidas. Mesmo que Karev possa ser tão burro, mesmo sendo arrogante, embora tenha dado o sífilis a O'Malley. Ele e Meredith estão perdidos, ambos solitários, ambos ex-estragados que fizeram seus atos juntos. Em outra vida, eles seriam realmente bons amigos. Então, ao longo da temporada, assistiremos eles pararem e olhar um para o outro e ver que eles são espelhos um do outro.
Pompeo luta por um enredo verdadeiro para sua personagem - ela quer que seja realista e diz que você nem sempre pode embrulhá-lo em um pequeno pacote. Referindo-se à adulteração de Grey no julgamento de Shepherd, Pompeo disse: "Escute, o que Meredith fez claramente ultrapassou os limites. Derek tem o direito de ficar chateado". Após a adulteração, Rhimes disse que acredita que Grey e Shepherd devem estar juntos e que, no final, eles terminarão um com o outro. O relacionamento de Grey com Cristina Yang, foi encarado como "irmandade", e Yang se referiu repetidamente a Grey como "sua pessoa". Isso levou as duas a serem apelidados de "as irmãs retorcidas". No final da terceira temporada, a dupla entrou em "lua de mel" juntas, e Rhimes chamou o seu detalhe favorito do final. Grey foi caracterizado, por alguns, como "chorona". Rhimes ofereceu sua visão:
Ouvi muita conversa sobre Meredith ser chorona, mas a verdade é que ela tem uma mãe [que morreu de] Alzheimer, nenhuma outra família para falar, e o homem que ela ama é casado. Ela é muito solitária, pessoal. Ela tem o direito de reclamar. Então, quando ela vacila, é em parte porque ela não tem nada a que se agarrar. Como ela diz no primeiro episódio, ela precisa de um motivo para continuar, ela precisa de alguma esperança.
Rhimes sentiu que o centésimo episódio mostrou bem a evolução de Meredith ao longo do show, de uma "garota sombria e sinuosa" a uma "mulher feliz". Ela disse: "Ela é a coisa que sua mãe desejava para ela. Ela é extraordinária. Por que superar a porcaria do seu passado? Seguir em frente? Deixar o passado passar e mudar? Isso é extraordinário. Amar? Sem medo? Sem estragar tudo? Isso é extraordinário. Fico feliz em vê-la feliz. "
Após a saída do personagem de Patrick Dempsey, Rhimes disse que "[...] Meredith e toda a família Grey's Anatomy estão prestes a entrar em território desconhecido enquanto entramos neste novo capítulo de sua vida. As possibilidades para o que pode vir são infinitas."  Pompeo com pelo menos um ano de contrato com o programa, os telespectadores certamente testemunharão alguns dos momentos mais difíceis da vida de Meredith ainda.

## Recepção

### Avaliações
A personagem recebeu críticas extremamente positivas pelos críticos de televisão ao longo do programa. A resposta inicial ao personagem foi positiva, e à medida que a série progredia, Meredith Grey se tornou imensamente popular e favorita dos fãs, sendo apresentada em várias listas de personagens favoritas da TV. O desenvolvimento da personagem foi considerado o destaque do show. Grey tem sido constantemente definida como "a heroína de Grey's Anatomy". Na época da estreia, Diane Werts do Newsday, elogiou o personagem afirmando: "Como o irascível personagem de House, de Hugh Laurie, a recém-criada Dra. Grey, da estrela Ellen Pompeo, transmite uma substância que você simplesmente não consegue parar de assistir." Ellen Pompeo não recebeu uma indicação ao Emmy de 2009 por seu trabalho como Grey, McNamara, do Los Angeles Times, sugeriu que Pompeo, "que trabalhou muito e contra todas as probabilidades narrativas para fazer de Meredith Grey um personagem interessante, finalmente" deveria ter recebido uma indicação ao 61º Primetime Emmy Awards. Mais tarde, durante a décima segunda temporada, o Western Gazette deu a Ellen Pompeo o crédito pela realização do show e reiterou que é "hora de Pompeo finalmente ganhar um Emmy Award". Tanner Stransky do Entertainment Weekly se referiu a Grey como a "mestre fiel de locução" de Grey's Anatomy.

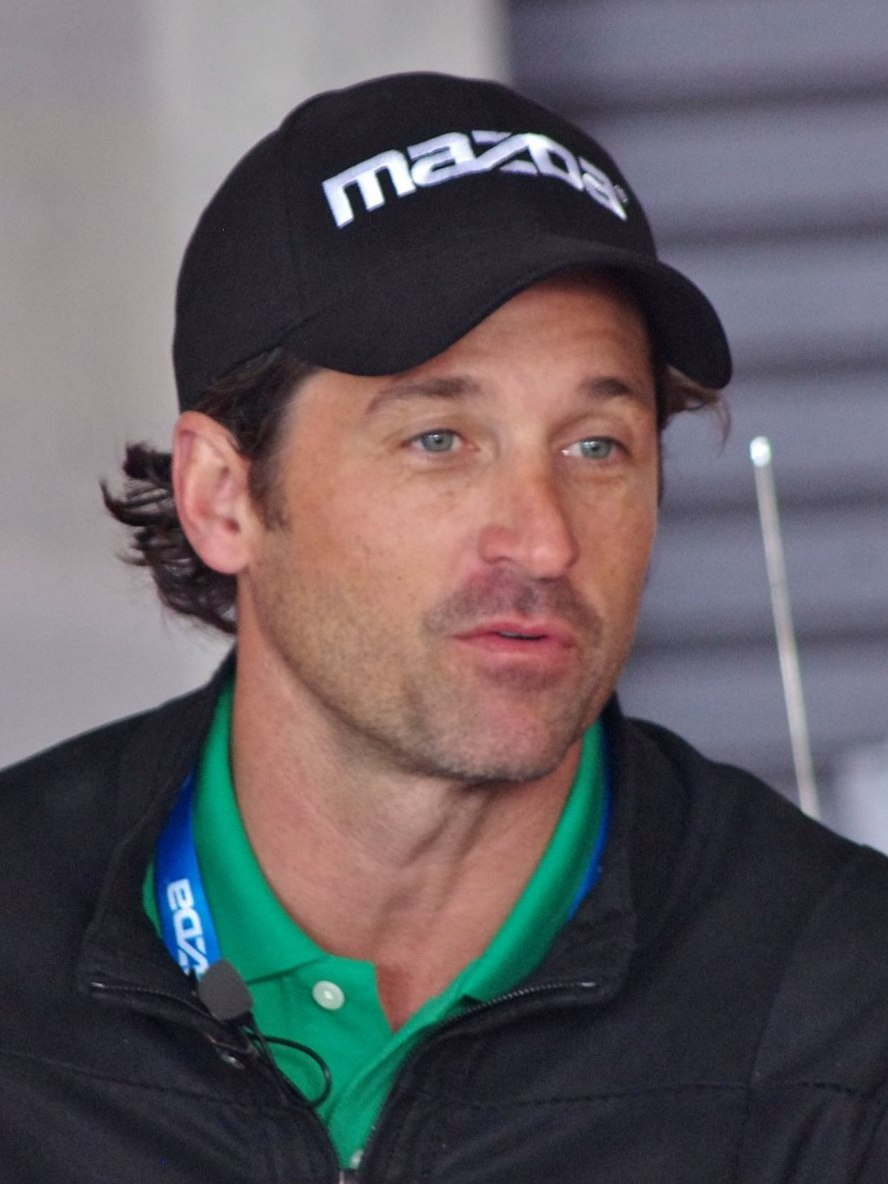
A conexão de Pompeo com Patrick Dempsey (Derek Shepherd) é aclamada como um ponto alto da série.

Durante a terceira temporada do programa, o desenvolvimento do personagem recebeu críticas negativas, com Cristopher Monfette, da IGN, afirmando que seu enredo se tornou "um sub-enredo bizarramente subdesenvolvido sobre depressão e dando a Derek o valor de uma temporada de reconsideração". Também durante a terceira temporada, Robert Rorke, do New York Post, observou o declínio no papel de Meredith no programa, expressando decepção: "Ela costumava ser a rainha dos dilemas românticos, mas ultimamente, ela tem sido um pouco boba". Da mesma forma, o Macleans.ca encontrou sua história na quarta temporada em uso excessivo, "Todo esse 'Oh, eu preciso de mais tempo' mas 'Oh, fico com ciúmes se você olhar para outra pessoa' foi angustiante na segunda temporada, frustrante na terceira e agora um total trocador de canais. A trama de vamos ou não vamos não funciona porque eles já entraram e saíram desse relacionamento muitas vezes. Meredith é uma chatice e McDreamy é pego de surpresa." Em uma nota mais positiva, seu relacionamento com Shepherd foi incluído na lista de "Melhores casais de TV de todos os tempos" da AOL TV e na mesma lista do TV Guide.
Durante a sexta temporada, o desenvolvimento do personagem foi elogiado, Glenn Diaz, da BuddyTV, comentou que "Você precisa amar Mer quando ela estiver sombria.", além de elogiar o desempenho de Pompeo. Em sua resenha do episódio "Tainted Obligation", ela escreveu "Eu senti por Meredith, mas depois que Lexie implorou e implorou, fiquei feliz que Mer finalmente cresceu e deixou seu egoísmo de lado. Três temporadas atrás, Meredith nunca sonharia em colocar Lexie em primeiro lugar, e eu tive orgulho dela por desistir de parte de seu fígado - sua oferta de conhecer seu pai era um marco ainda maior". Revendo a primeira parte da oitava temporada, a TV Fanatic elogiou o personagem e escreveu: "esta temporada pertence a Meredith Grey. Ela é o coração e a alma do programa e tem se destacado. Este é um personagem que costumava ser tão sombrio e agora se tornou uma mulher mais madura. Ellen Pompeo esteve no topo de seu jogo nesta temporada."
Wit & Fancy elogiou a transformação do personagem e declarou, "É claro que Meredith ainda tomará decisões precipitadas, como quando ela fugiu com Zola [...], mas ela faz coisas por amor e pela bondade de seu coração e não porque é sombria e sinuosa. Considerando onde Meredith estava no início e onde está agora, acho que ela passou por uma jornada notável e fez mais do que apenas crescer, ela finalmente se tornou 'toda íntegra e curada'."
Maura O'Malley do Bustle Magazine também elogiou o desenvolvimento da personagem antes da temporada 12, dizendo, "Quando a série começou, Meredith era apenas uma garota sentada em um bar comemorando a emocionante próxima fase de sua vida. Ela se formou na faculdade de medicina, estava começando sua residência em um hospital de prestígio, e estava simplesmente procurando um [sexo] sem compromisso, de uma noite. O que ela conseguiu foi um relacionamento romântico complicado que rivaliza com Romeu e Julieta — mas a chave é que ela não estava procurando por amor. Trabalhar e aprender eram — e continuam sendo — suas prioridades, enquanto McDreamy era simplesmente uma vantagem adicional. Felizmente, a nova temporada de Grey's Anatomy refletirá essa mudança de tom, porque Meredith é uma mulher forte e independente — e ela vai ficar bem."
Mais tarde na série, Ellen Pompeo recebeu elogios da crítica com inúmeros críticos elogiando seu retrato do personagem. Revendo o episódio She's Leaving Home CarterMatt a chamou de "âncora" dizendo: "esse foi um episódio completamente ancorado por Ellen Pompeo, que fez alguns de seus melhores trabalhos de todos os tempos [...]. Esta noite, ela chorou, lutou e soube que estava carregando o filho dele." e acrescentou que Pompeo é frequentemente "esquecida" dizendo, "Sua sutileza é provavelmente o motivo pelo qual ela é frequentemente ignorada." Rick Porter do Zap2it revendo "How to Save a Life" escreveu, "Sem Meredith, e sem uma das performances mais fortes de Pompeo em seu longo período no programa, "How to Save a Life" correria o risco de aparecer como um episódio de morte careca e manipulador, coisas que o programa já fez várias vezes antes. Ele adicionou. "How to Save a Life" pode não ser o episódio ideal de submissão ao Emmy para Pompeo, considerando que Meredith está fora da tela por mais da metade [do tempo]. Mas está entre os melhores trabalhos que ela já fez no programa." O USA Today também elogiou Pompeo dizendo: "De certa forma, o episódio foi ainda mais uma vitrine para Pompeo. Ela teve algumas das cenas mais memoráveis e bem interpretadas, desde sua resposta irritada à médica que tenta lhe dizer quais são suas escolhas, até sua demissão quando percebe que precisa confortar e motivar a jovem médica cujos erros custam a vida de Derek.

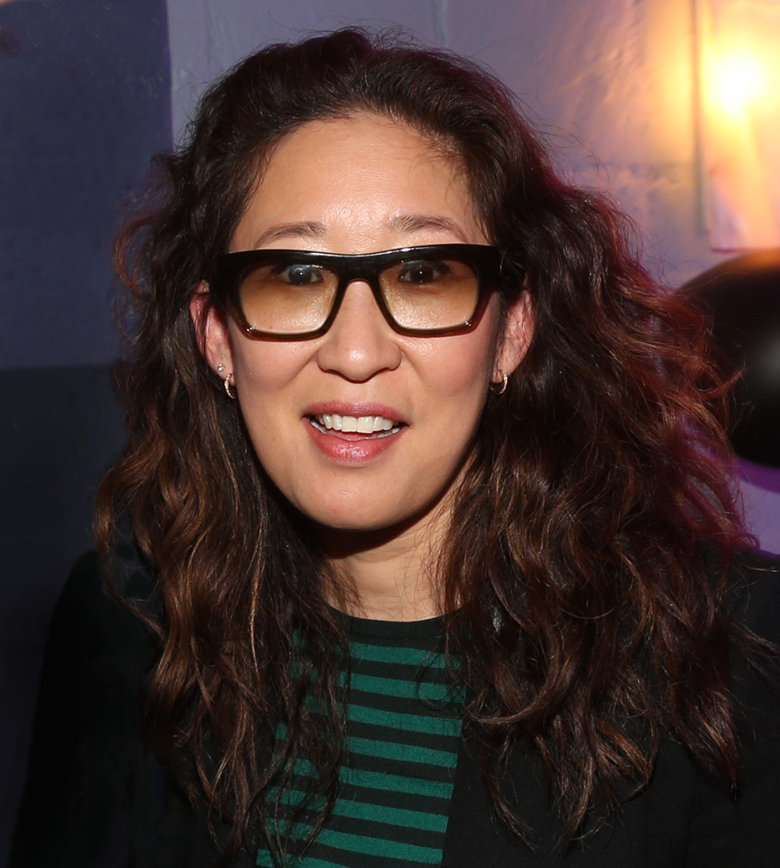
Mark Perigard, do Boston Herald, considerou a amizade de Meredith com Cristina (Sandra Oh) o "núcleo secreto de Grey's".

A relação entre Meredith e Cristina foi aclamada e foi um dos destaques do programa. Mark Perigard, do Boston Herald, considerou a amizade de Meredith com Cristina (Sandra Oh) o "núcleo secreto de Grey's". Aisha Harris, da Slate, chamou a relação delas de 'Melhor Amizade Feminina na TV', acrescentando que "Com essas duas personagens, a showrrunner Shonda Rhimes e sua equipe de escritores criaram um dos retratos mais sutis e realistas da amizade feminina na televisão." Samantha Highfill do Entertainment Weekly chamou Cristina e Meredith de melhores amigas na TV porque "elas não tentam ser". "Não há nada falso nelas, o que é uma raridade na maneira como as amigas são retratadas na televisão." Ela ainda as chamou de 'almas gêmeas', "E mesmo que eles nunca se atrevessem a ser tolos o suficiente para dizer isso, eles são almas gêmeas". 
Margaret Lyons, da Vulture, chamou a amizade delas de "relacionamento dos sonhos com a melhor amiga" e o foco principal do show.
Eu queria criar um mundo em que você se sentisse como se estivesse assistindo mulheres muito reais. A maioria das mulheres que vi na TV não pareciam pessoas que eu realmente conhecia. Pareciam ideias do que as mulheres são. Elas nunca foram desagradáveis, competitivas, famintas ou zangadas. Elas eram frequentemente apenas a esposa amorosa ou a boa amiga. Mas quem será a vadia? Quem chega a ser a mulher tridimensional?— Rhimes sobre a amizade de Cristina e Meredith.
E! no momento da saída de Sandra Oh, escreveu: "Nos 10 anos de história de Grey's Anatomy, a dupla de médicas passou por muita coisa juntas: casamentos, mortes, acidentes de avião, ameaças de bombas, tiros, o que você quiser, elas viveram (e dançaram) através disso." e adicionou, "E com as três palavras: 'Você é minha pessoa'. Cristina Yang e Meredith Grey solidificaram seu status de melhores amigas da telona de todos os tempos." Marama Whyte do Hypable escreveu, "Criticamente, o relacionamento-chave na vida de Meredith não era seu romance com Derek Shepherd, mas sua amizade apaixonada, indestrutível e absolutamente invejável com Cristina. Falar sobre objetivos de relacionamento; quem quer McDreamy quando Cristina Yang pode ser sua pessoa? Esses duas eram a verdadeira potência, e Shonda Rhimes não se esquivou de fazer o público se lembrar disso. Derek era o amor de sua vida, mas Cristina era sua alma gêmea. Mais do que qualquer outra pessoa, Cristina desafiou Meredith, foi honesta com ela e a inspirou. Por esses motivos, Cristina era a fonte constante do desenvolvimento do personagem de Meredith, não Derek."
O personagem de Pompeo também foi usado para definir a imagem de uma mulher forte, escreveu Bustle na 12ª temporada, "Meredith Grey sempre foi capaz de estar sozinha. Grey's Anatomy é sobre a jornada de Meredith. Homens e interesses românticos fazem parte de sua vida, mas não são a prioridade. Ela não precisa do McDreamy. Grey's Anatomy não precisa de McDreamy. Então, mesmo que os escritores decidam criar um novo interesse amoroso para a srta. Grey (Martin Henderson, possivelmente?), isso não importaria. Acredito que os escritores do programa farão justiça a esse enredo, porque a TV precisa de mulheres solteiras mais fortes — e Meredith parece ser a candidata perfeita." O site adicionou, "A temporada passada (11) foi quase um teste para um Grey's Anatomy sem McDreamy. Quando Derek partiu para Washington D.C. para prosseguir sua pesquisa, Meredith ficou para trás e focou em sua própria carreira. Ela não o perseguiu. Sua prioridade eram os filhos e o Grey Sloan Memorial Hospital. Meredith mostrou que nunca deixaria de lado seus próprios sonhos e aspirações por um homem, e acredito que isso não mudará após a morte de Derek."

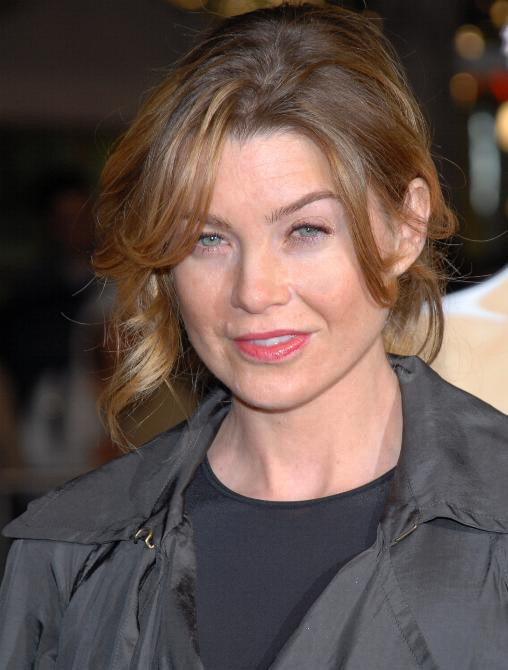
O fracasso de Pompeo em obter uma indicação ao Emmy Award foi chamado de "desprezo" em várias ocasiões.

### Prêmios
Pompeo ganhou e foi nomeada para vários prêmios por seu retrato de Grey. Ela e o elenco de Grey's Anatomy ganharam o prêmio de Melhor elenco de Série de Televisão no Satellite Awards de 2006. Durante a cerimônia do ano seguinte, ela foi venceu Melhor Atriz em Série de Drama na Televisão. Ela estava entre os membros do elenco de Grey's Anatomy premiados com a Melhor Performance de um Elenco numa Série Dramática no 13th Screen Actors Guild Awards, e recebeu indicações na mesma categoria em 2006 e 2007, tendo vencido em 2006. Em 2006, Pompeo foi nomeada ao prêmio de Globo de Ouro de melhor atriz em série dramática no 64º Globo de Ouro - o programa ganhou o prêmio de Melhor série dramática na mesma cerimônia. Também em 2007, Pompeo, o elenco feminino e a equipe de Grey's Anatomy receberam o prêmio Women in Film Crystal + Lucy Awards, que homenageia aqueles "cujo trabalho na televisão influenciou positivamente as atitudes em relação às mulheres".
O desempenho de Pompeo conquistou seus múltiplos People's Choice Awards. No 37.º People's Choice Awards, ela foi indicada contra Dempsey e Oh na categoria "Favorite TV Doctor", e no ano seguinte, foi candidata à categoria Atriz de Drama de TV Favorita. 
De 2012 a 2018, Pompeo recebeu indicações no People's Choice Awards em duas categorias, sendo Melhor atriz de drama e a indicação do programa. Ela ganhou o prêmio de Melhor Atriz Dramática no 39º People's Choice Awards e no 41º People's Choice Awards.
Em 2007, o repórter dos prêmios de show business Tom O'Neil comentou que Pompeo estava atrasada na indicação ao Emmy por seu papel em Grey's Anatomy. Os leitores do site de prêmios de O'Neil, The Envelope, incluíram Pompeo em suas indicações para 2009 como Melhor Atriz Drama no site Gold Derby TV Awards. A Entertainment Weekly lançou o EWwy Awards em 2008, para homenagear atores que não receberam indicações ao Emmy. Pompeo foi indicada na categoria Melhor Atriz na Série Drama e ficou em quarto lugar, com 19% dos votos dos leitores.